# Supraleitendes Magnetlager
Ein supraleitendes Magnetlager ist ein Lager (Maschinenelement, das ein anderes Element aufnimmt oder bewegte Teile in der vorgesehenen Richtung führt), speziell ein Magnetlager, bei dem der Meißner-Ochsenfeld-Effekt von supraleitenden Materialien sowie die von der Lenzschen Regel beschriebenen Zusammenhänge dazu benutzt werden, Gegenstände berührungsfrei zu führen oder zu tragen.
Abkürzungen sind im Deutschen SML (Supraleitendes Magnetisches Lager), HTS-Lager (HTS bzw. HTSL für Hochtemperatursupraleiter), im Englischen SMB (Superconducting Magnetic Bearing).

## Prinzip
Die Annäherung des Magnetfeldes von einem Permanentmagneten erzeugt in einem Supraleiter genauso wie in anderen Leitern Wirbelströme, die wiederum ein Magnetfeld erzeugen, das dem auslösenden Magnetfeld entgegengerichtet ist. Daraus entstehen abstoßende Kräfte, die bei konventionellen elektrischen Leitern jedoch rasch abklingen. Da der elektrische Widerstand von Supraleitern jedoch Null ist, bleiben die induzierten Wirbelströme bestehen und erzeugen zusammen mit dem Magnetfeld eine inhärent stabile Lorentzkraft, die rückstellende Wirkung hat.
Gegenüber den mechanischen Gleitlagern oder Kugellagern hätte dieses kommerziell noch nicht verbreitete Lager den Vorteil, dass keine aus Reibung resultierende Verluste entstehen. Es muss jedoch beachtet werden, dass ein begleitender Energieaufwand für die Kühlung der supraleitenden Materialien entsteht.
Das supraleitende Magnetlager benötigt im Gegensatz zum aktiven Magnetlager (z. B. Transrapid) keine Regelungsmechanismen, solange die Randbedingungen von Temperatur und der Stärke des Erreger-Magnetfeldes nicht überschritten werden.

## Anwendungen
Mit der Entwicklung von Materialien, die bereits oberhalb von 77 K (der Temperatur flüssigen Stickstoffs, entspricht ca. −196 °C) supraleitend werden (Hochtemperatur-Supraleiter, HTSL), scheint es inzwischen lohnender geworden, solche Magnetlager zu entwickeln.
Von besonderem Interesse ist der Einsatz in Hochgeschwindigkeitsanwendungen wie z. B. Turbomaschinen, rotierenden Energiespeichern (Schwungräder, Schwungradspeicher) sowie linearen Transportsystemen.